# Джо Сміт (1889)
Джо Сміт (англ. Joe Smith, 25 червня 1889, Дадлі — 17 серпня 1971, Блекпул) — англійський футболіст, що грав на позиції нападника, насамперед за «Болтон Вондерерз», а також національну збірну Англії.
По завершенні ігрової кар'єри — тренер, відомий багаторічною роботою з «Блекпулом».

## Клубна кар'єра
1908 року став гравцем «Болтон Вондерерз». Від початку сезону 1910/11, який команда проводила у Другому дивізіоні, став стабільним гравцем її основного складу і допоміг повернутися до найвищого дивізіону англійського футболу. Вже насутпного сезону став найкращим бомбардиром команди з 24 голами в усіх змаганнях. Протягом 1912—1915 років у двох з трьох сезонів також ставав найефективнішим нападником «Болтона». 
З відновленням футбольних змагань після завершення Першої світової війни продовжив залишатися основною ударною силою у нападі «Болтон Вондерерз». В матчах чемпіонату сезону 1920/21 відзначився 38 забитими голами, ставши найкращим бомбардиром турніру. На момент, коли команда пробилася до фіналу Кубка Англії 1923 року, Сміт вже був її капітаном і після перемоги підняв найстаріший трофей світового футболу. 1926 року, також як капітан команди, здобув свій другий Кубок Англії у складі «Болтона». З 1923 року головним бомбардиром команди став значно молодший Девід Джек, проте у сезоні 1925/26 Сміт, забивши 21 гол в усіх змаганнях, ушосте став найкращим голеодором «Болтона» у сезоні. 1927 року досвідчений 38-річний нападник завершив виступ за «Вондерерз», маючи в активі 277 голів у 492 іграх в усіх турнірах.
Згодом ще протягом двох сезонів не лише грав, але й багато забивав у Третьому дивізіоні (Північ) за «Стокпорт Каунті», а 1929 року приєднався до позалігової команди «Дарвен», де до 1931 року був граючим тренером, і додав до свого бомбардирського доробку ще 42 голи у 51 матчі.

## Виступи за збірну
У лютому 1913 року дебютував у складі національної збірної Англії, взявши у часть у програній з рахунком 1:2 грі Домашньому чемпіонаті Великої Британії проти команди Ірландії.
Навесні 1914 року ще двічі виходив на поле у формі національної команди, а згодом ще два матчі за збірну провів після Першої світової війни, востаннє навесні 1920 року.

## Кар'єра тренера
Отримавши перший досвід тренерської роботи протягом 1929–1931 років як граючий тренер позалігового «Дарвена», 1931 року був запрошений на тренерський місток «Редінга», на той час представника Третього дивізіону Футбольної ліги (Південь). Тренував команду з Редінга чотири роки, протягом яких вона постійно перебувала серед лідерів дивізіону і боролося за підвищення у класі, зокрема у 1932 і 1935 роках фінішувала другою, при тому, що до Другого дивізіону виходив лише переможець турніру. «Редінг» часів Сміта був надзвичайно «домашньою» командою, демонструючи на рідному стадіоні суттєво кращі результати, ніж на виїзді. З 84 домашніх ігор під керівництвом Джо Сміта «Редінг» у 66 випадках святкував перемогу і зазнав лише трьох поразок, а серія домашніх матчів без поразок склала 55 ігор і тривала з квітня 1933 року і до відходу тренера з клубу у 1935 році.

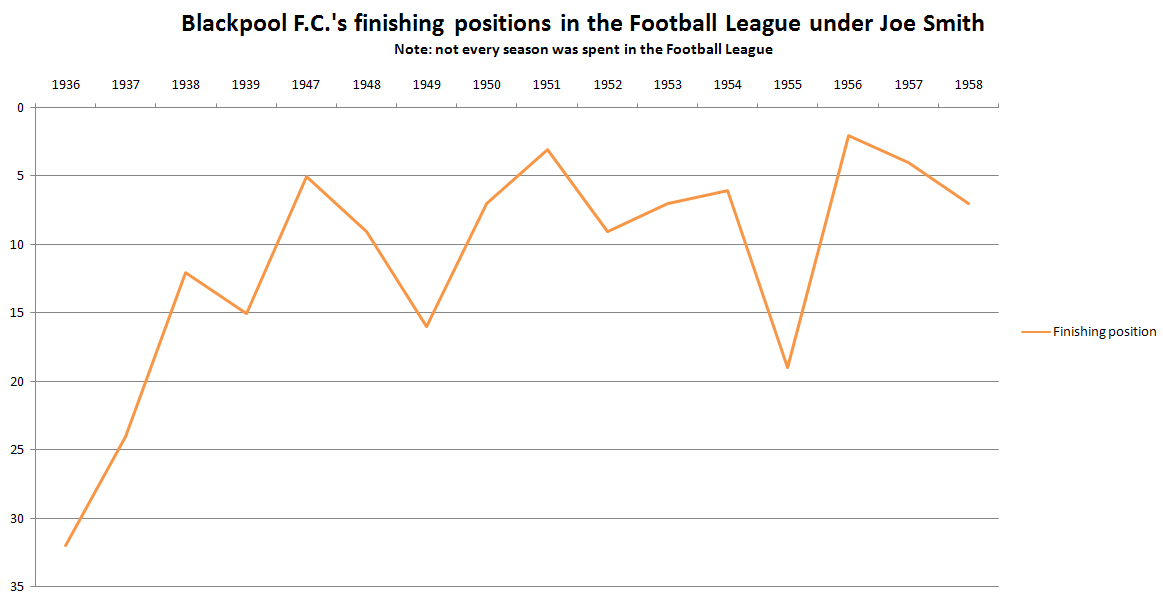
Турнірні позиції «Блекпула» у Футбольній лізі за роки роботи Сміта.

У серпні 1935 року тренер прийняв запрошення керівництва «Блекпула», клубу Другого дивізіону Футбольної ліги, очолити його команду. Сезон 1935/36 команда під керівництвом нового тренера завершила на десятому місці підсумкової турнірної таблиці Другого дивізіону, а вже наступного сезону стала його срібним призером і пробилася до найвищого дивізіону англійського футболу, який не залишала протягом наступних двох десятків років, які стали «ерою Джо Сміта» в клубній історії.
Протягом останнії довоєнних сезонів блекпульська команда призвичаювалася до Першого дивізіону, змагаючись за місця у середині турнірної таблиці. Амбіціям клубного керівництва зазихнути на перші її сходинки, в рамках реалізації яких клуб здійснив один з найдорожчих на той час трансферів, придбавши за 10 тисяч фунтів у «Шеффілд Юнайтед» нападника Джока Доддса, завадив початок Другої світової війни.
Але вже з відновленням змагань у 1946 році команда Сміта почала нав'язувати справжню боротьбу лідерам англійського футболу. В сезоні 1946/47 «Блекбул» здобув п'яте місце у першості Англії і протягом наступних одинадцяти сезонів роботи Сміта лише двічі залишав верхню частину турнірної таблиці Першого дивізіону. У травні 1947 року до клубу за 11,5 тисяч фунтів приєднався Стенлі Метьюз, сформувавши разом з вихованцями «Блекпула» Стеном Мортенсеном і Джекі Маді атакувальну лінію, яка за першою літерою їхніх прізвищ стала відомою як лінія «М». 
1948 року очолювана Смітом команда уперше вийшла до фіналу Кубка Англії, де поступилася «Манчестер Юнайтед» 2:4. За три роки у фіналу Кубка Англії 1951 «Блекпул» поступився 0:2 «Ньюкасл Юнайтед», але вже у фіналі цього ж змагання 1953 року «Блекпул» у драматичній боротьбі здолав рідний для Сміта «Болтон Вондерерз» і здобув перший і, як виявиться єдиний, у його тренерській кар'єрі великий трофей. По ходу фінальної гри «Блекпул» поступався 1:3, проте в останні півгодини гри забив тричі і вирвав перемогу 4:3. Попри те, що хет-триком у грі відзначився Стен Мортенсен, вона увійшла в історію англійського футболу як фінал Метьюза, адже саме фланговий нападник Стенлі Метьюз створив більшість гострих моментів у воріт суперника, продемонструвавши той рівень гри, який дозволив йому за три роки, у 1956, продовжуючи грати за «Блекпул» Сміта, стати першим володарем Золотого м'яча найкращому футболістові Європи.
Найвищим же досягненням Сміта у чемпіонаті Англії стала друга сходинка турнірної таблиці сезону 1955/56, щоправда, відрив від чемпіона, «Манчестер Юнайтед», у його команди склав одинадцять очок. Після завершення сезону 1957/58 вже 68-річний на той час тренер, який мав проблеми зі здоров'ям, залишив тренерський місток «Блекпула». На знак подяки за роки роботи з командою клубу отримав від його керівництва винагороду, яка зокрема включала будинок у Блекпулі, в якому найуспішніший в історії місцевої команди тренер й провів останні роки свого життя. 
Помер 17 серпня 1971 року на 83-му році життя.

### Тренерська статистика
| Команда   | З             | До             | Статистика | Статистика | Статистика | Статистика | Статистика |
| Команда   | З             | До             | І          | В          | Н          | П          | % В        |
| --------- | ------------- | -------------- | ---------- | ---------- | ---------- | ---------- | ---------- |
| «Редінг»  | 1 липня 1931  | 1 серпня 1935  | 184        | 92         | 43         | 49         | 50,00      |
| «Блекпул» | 1 серпня 1935 | 30 квітня 1958 | 688        | 299        | 157        | 232        | 43,46      |
| Разом     | Разом         | Разом          | 872        | 391        | 200        | 281        | 44,84      |

## Титули і досягнення

### Як гравця
- Володар Кубка Англії з футболу (2):

«Болтон Вондерерз»: 1922/23, 1925/26
- Найкращий бомбардир Футбольної ліги Англії (1): 1920/21 (38 голів)

### Як тренера
- Володар Кубка Англії з футболу (1):

«Блекпул»: 1952/53